# It Happened at the World's Fair (álbum)
It Happened at the World's Fair es el decimoséptimo álbum de estudio del músico y cantante estadounidense Elvis Presley, publicado por la compañía discográfica RCA Victor en abril de 1963. Las sesiones de grabación tuvieron lugar en los Radio Recorders de Hollywood el 30 de agosto y el 22 de septiembre de 1962. Alcanzó el puesto # 4 en el Official Chart del Reino Unido, el puesto # 4 en la lista estadounidense Billboard 200 y el # 19 en las listas de Alemania. 

## Contenido
Inicialmente planeadas para el 28 y 29 de agosto, las sesiones de grabación fueron suspendidas debido a una enfermedad de Presley, y solo dos canciones fueron completadas satisfactoriamente la primera noche del 30 de agosto. Diez canciones fueron guardadas para la banda sonora, siendo las más destacadas dos compuestas por los escritores favoritos de Presley, Don Robertson, quien tocó el teclado en las sesiones, y Otis Blackwell, que compuso anteriormente "Return to Sender". "I'm Falling in Love Tonight", "They Remind Me Too Much of You" y "One Broken Heart for Sale" fueron incluidas en el recopilatorio de 1995 Command Performances: The Essential 60's Masters II.
"One Broken Heart for Sale" y "They Remind Me Too Much of You" fueron publicadas como sencillo el 29 de enero para promocionar el álbum y la película homónima. "Broken Heart" no entró en el top 10 y solo alcanzó el puesto once en la lista Billboard Hot 100, mientras que su cara B, "They Remind Me Too Much of You", llegó al puesto 53. "Broken Heart" se convirtió en el primer sencillo de la carrera de Presley en RCA que no entró en el top 5 de la lista.

## Lista de canciones
| Cara A |                                    |                                        |          |  |
| N.º    | Título                             | Escritor(es)                           | Duración |  |
| 1.     | «Beyond the Bend»                  | Fred Wise, Ben Weisman, Dolores Fuller | 1:50     |  |
| 2.     | «Relax (canción de Elvis Presley)» | Sid Tepper, Roy C. Bennett             | 2:19     |  |
| 3.     | «Take Me to the Fair»              | Sid Tepper, Roy C. Bennett             | 1:34     |  |
| 4.     | «They Remind Me Too Much of You»   | Don Robertson                          | 2:30     |  |
| 5.     | «One Broken Heart for Sale»        | Otis Blackwell, Winfield Scott         | 1:45     |  |

| Cara B |                               |                                        |          |  |
| N.º    | Título                        | Escritor(es)                           | Duración |  |
| 1.     | «I'm Falling In Love Tonight» | Don Robertson                          | 1:39     |  |
| 2.     | «Cotton Candy Land»           | Ruth Bachelor and Bob Roberts          | 1:33     |  |
| 3.     | «World of Our Own»            | Bill Giant, Bernie Baum, Florence Kaye | 2:14     |  |
| 4.     | «How Would You Like to Be»    | Ben Raleigh, Mark Barkan               | 3:26     |  |
| 5.     | «Happy Ending»                | Ben Weisman, Sid Wayne                 | 2:08     |  |

## Personal
- Elvis Presley – voz
- The Jordanaires – coros
- The Mello Men – coros
- Clifford Scott – saxofón
- Scotty Moore, Billy Strange – guitarra eléctrica
- Tiny Timbrell – guitarra acústica
- Dudley Brooks, Don Robertson – piano y órgano
- Ray Seigel – contrabajo
- D. J. Fontana, Frank Carlson – batería

## Posición en listas
| País           | Lista                | Posición |
| -------------- | -------------------- | -------- |
| Alemania       | Offizielle Chart     | 19       |
| Estados Unidos | Billboard Pop Albums | 4        |
| Estados Unidos | Cash Box             | 37       |
| Reino Unido    | UK Official Chart    | 4        |